# Kritsakorn Kerdpol
Kritsakorn Kerdpol (thailändisch กฤษกร เกิดผล, * 21. Januar 1985 in Phetchaburi) ist ein ehemaliger thailändischer Fußballspieler und heutiger Trainer.

## Karriere

### Spieler
Kritsakorn Kerdpol erlernte das Fußballspielen in der Jugendmannschaft des FC Chula-Sinthana. Hier stand er auch bis 2007 unter Vertrag. Der Verein aus der thailändischen Hauptstadt Bangkok spielte in der zweiten Liga des Landes, der Thai Premier League Division 1. Ende 2007 wurde er mit dem Klub Vizemeister und stieg in die erste Liga auf. Nach dem Aufstieg verließ er den Klub und schloss sich Buriram United an. Mit dem Verein aus Buriram wurde er Ende 2008 thailändischer Meister. Anfang 2009 wechselte er für eine Saison zum Ligakonkurrenten Thailand Tobacco Monopoly FC. Beim ebenfalls in der ersten Liga spielenden Bangkok Glass unterschrieb er Anfang 2010 einen Dreijahresvertrag. Nach Vertragsende nahm ihn Anfang 2013 der Erstligist Chainat Hornbill FC aus Chainat unter Vertrag. Für Chainat stand er 64-mal zwischen den Pfosten. Die Rückserie 2015 wurde er an den Zweitligisten Air Force Central aus Bangkok ausgeliehen. Die Saison 2016 spielte er in der zweiten Liga beim PT Prachuap FC. Der Erstligist Navy FC aus Sattahip verpflichtete ihn die Hinserie der Spielzeit 2017. Hier kam er nicht zum Einsatz. Die Rückserie stand er beim Erstligisten Sukhothai FC in Sukhothai unter Vertrag. 2018 spielte er seine letzte Saison. Hier stand er beim Erstligisten Air Force Central unter Vertrag. Ende der Saison musste er mit Air Force in die zweite Liga absteigen. Nach dem Abstieg beendete er seine Karriere als Fußballspieler.

### Trainer
Am 3. August 2022 übernahm der ehemalige Torwart bis Anfang Januar 2023 das Amt des Torwart-Trainers beim Zweitligisten Raj-Pracha FC. Im Januar 2023 wechselte er zum ebenfalls in der zweiten Liga spielenden Samut Prakan City FC. Hier übte er ebenfalls das Amt des Torwart-Trainers aus. Am 21. Januar 2023 übernahm er für drei Zweitligaspiele das Amt des Interimstrainer. Am 15. Februar 2022 übergab er den Trainerposten an Tana Chanabut und er wurde wieder Torwart-Trainer.

## Erfolge

### Spieler
FC Chula-Sinthana
- Thailändischer Zweitligavizemeister: 2007  ▲

Buriram United
- Thailändischer Meister: 2008